# Pantanais du Mato Grosso do Sul
Les pantanais du Mato Grosso do Sul est l'une des 4 mésorégions de l'État du Mato Grosso do Sul. Elle regroupe 7 municipalités groupées en 2 microrégions.

## Données
La région compte 238 244 habitants pour 110 769 km2.

## Microrégions
La mésorégion des pantanais du Mato Grosso do Sul est subdivisée en 2 microrégions:
- Aquidauana
- Baixo Pantanal